# مارتین اکانی
مارتین اکانی (انگلیسی: Martin Ekani؛ زادهٔ ۲۱ آوریل ۱۹۸۴) بازیکن فوتبال اهل فرانسه است.
از باشگاه‌هایی که در آن بازی کرده‌است می‌توان به باشگاه فوتبال پاریس، باشگاه فوتبال آنژه، و باشگاه فوتبال لانس اشاره کرد.